# 台湾美登木
台湾美登木（学名：Maytenus emarginata），又名蘭嶼裸實，为卫矛科美登木属的植物，是台灣的特有植物。分布在台灣本島，一般生于滨海之处，目前尚未由人工引种栽培。